# Řez jabloní
Řez jabloní je způsob úpravy dřevin druhu jabloň domácí. Je odlišný od řezu některých jiných ovocných druhů. Prořezávání spočívá v odstranění nadbytečných nebo nežádoucích větví ze stromů a rostlin a je jednou z důležitých operací při údržbě jablečného sadu. Bez ohledu na význam prořezávání, je výrazný rozdíl v názorech mezi ovocnáři na řez jabloní jako takový a je třeba připustit, že je předmětem, který obecně není zcela prozkoumán.
Prořezávání snižuje asimilační plochu. V některých případech, například při výsadbě je nutné snížit asimilační plochu, protože kořeny byly omezeny a tím se snižuje schopnost stromu přijímat vodu z půdy. Pokud je ponechána plná asimilační plocha, je zde nebezpečí, že odpařování může být tak velké, jak oslabí podstatně strom, nebo dokonce způsobí jeho úhyn během suchého léta. Prořezávání snižující asimilační plochu může být také nutné případě starých stromů, jejichž koruny se staly velmi velkými, v případě slabých stromů, v případě stromů rostoucích v půdě, kde kořeny jabloní nejsou schopny proniknout hluboko, a v případě stromů, jejichž dřevo bylo silně poškozeno během zimy. 

## Řez a vitalita
Některé odrůdy jabloní jsou vhodné k extenzivnímu jiné spíše k intenzivnímu způsobu pěstování, ale prořezávání k udržení formy je nutné ve všech případech. Prořezávání je také nutné, aby se zabránilo stromům vzrůst příliš vysoko. Růst stromů může být značně zvýšen silným zmlazením. Vitalita růstu stromu může být do značné míry regulována prořezáváním. Hluboké prořezávání, a to zejména v zimě, má tendenci oživit vitalitu jabloní vyvoláním silného růstu v následujícím roce. Po prořezání bude růst jabloní pokračovat během léta a nové větvičky budou větší a silnější, než kdyby dřevina nebyla prořezána. Na druhou stranu, v létě prořezávání může být také provedeno, v této době je tak snížena vitalita stromu, a to v některých případech může být také nutné.

## Úprava velikosti
Velikost stromu může být velmi významně ovlivněna prořezáváním. Bylo zjištěno ze zkušeností mnoha praktických pěstitelů a experimentátorů, zejména profesora Pickeringa z Woburn Experiment Station, v Anglii, že prořezávání je proces omezování. Přestože strom po hlubokém řezu v zimě bude růst výrazněji v létě následujícího roku, bude růst jen zřídka dostatečný, aby nahradil to, co bylo odříznuto a co růstu by došlo, kdyby prořezávání nebylo provedeno. 
Po 20 letech poměrně silných řezů jsou stromy ve většině půd a podnebí zpravidla menší, než v případě, kdy nebyl žádný průklest proveden. Ačkoliv jsou výjimky z tohoto pravidla, v případě nízké vrstvy půdy v podnebí v jižní části regionu pěstování jablek. V oblasti Ozark byly pozorovány případy, kdy prořezávání mělo opačný účinek, to znamená zvýšení velikosti stromu. Silný řez v suchých klimatických podmínkách dovolil, aby jabloně měly intenzivnější růst, než by jinak bylo možné. Bylo také zjištěno, že prořezávání v létě má spíše tendenci převyšovat účinek prořezávání v zimě.

## Doba řezu
Doba prořezávání bude záviset na stavu stromu a rozsahu řezu. Pokud je jen nutné vystřihnout několik zkřížených letorostů nebo odstranit několik výhonů, které zaplňují střed koruny nežádoucím způsobem, může být prořezávání provedeno kdykoliv. Ale pokud je třeba provést řez který je silným zásahem do koruny, je vhodné tuto operaci udělat ve správnou dobu po pečlivém zvážení.
Obecně lze říci, že v zimě je prořezávání nejvhodnější, protože má v tomto období tendenci obnovit vitalitu dřeviny. Nicméně, pokud strom příliš rychle roste, a neplodí dobře, může být vhodné prořezávat v létě, i když je pravděpodobně bezpečnější uchýlit se k nějakým jiným způsobům kontroly růstu a vyvolání plodnosti. Letní prořezávání má podpořit plodnost, a pěstitelé se úspěšně uchylují k letnímu řezu jako prostředku vyvolání plodnosti u neplodících stromů. Ale je třeba zdůraznit, že tato metoda není vždy úspěšná a těžko se obecně doporučuje. K vyvolání plodnosti je třeba letní prořezávání provést krátce po konci silného růstu letorostů v létě (polovina července, konec srpna v ČR). Řez je třeba provést ve správnou dobu. Pokud bude řez provedeno dříve, nebude mít potřebný účinek. Bude působit téměř jako zimní řez a nebude zvyšovat plodnost. Řez provedený později bude mít tendenci omezit tvorbu květních pupenů a letorosty budou spíše předčasně obrážet ještě během léta, takže nové výhony nevyzrají a často namrznou. 
Navíc což by mělo být zdůrazněno, i prořezávání ve správnou dobu nepřináší obvykle plodnost v průběhu intenzivního růstu stromu u bujně rostoucích odrůd na živných a dobře vodou zásobených půdách.

## Pěstební tvary
Jabloně lze pěstovat v různých tvarech a různým způsobem upravovat koruny řezem a ohýbáním větví. Zřejmě nejrozšířenější v intenzivních výsadbách je pěstování zákrsků. V zahradách větších rozměrů lze efektivně využít extenzivní tvary s vyšší korunou ale i na práci náročné pěstování v ovocných stěnách (palmeta). Použití nějakého tvaru by mělo efektivně odpovídat především použitému materiálu, zvolenému prostředí, plánované údržbě a požadavkům na velikost a kvalitu sklizně.
Pěstební tvary kde je použito duté (kotlovitá) koruny mohou zlepšit zdravotní stav dřeviny a vyzrání plodů, je snazší údržba, tyto tvary jsou obvykle vhodnější. Dřeviny s použitím terminálu (4 nebo 5+1) v koruně lépe rostou a také se snáze nahrazují poškozené silnější větve.

### Kotlovitá a pyramidální koruna
Pro účely tohoto popisu, může být považován ovocný strom za objekt složený ze dvou částí, a to kmene, který se skládá ze spodní části hlavního stonku sahajícího od země až po rozvětvení prvních větví a koruny, která obsahuje část stromu nad tímto bodem. 
Ovocnář rozpoznává několik odlišných typů koruny. Jabloně se mohou prořezávat různě podle toho, zda jde o vysokokmen nebo zákrsek, nebo palmeto či vřetenovitý zákrsek. V případě, že půda je bohatá a stromy musí být ponechány, aby byly vzrůstem velmi velké, může být vysoká koruna nutná. Vysokokmeny mohou být správnou volbou v případě velmi vzrůstných odrůd, jako je North Spy. Omezování velikosti prořezáváním může mít za následek příliš bujný růst dřeva na úkor růstu plodů.
Moderní ovocnář proti vysokokmenům u jabloní však vznese námitky, že postřik vysokých stromů je pomalý, drahý a neefektivní. Sběr ovoce a prořezávání je náročné a další drobná péče je také drahá a není pravděpodobné, že by měla významné efekty. Téměř ve všech oblastech pěstování jabloní pěstitelé preferují stromy s nízkými tvary koruny. Hnojí půdu, obdělávají okolí dřevin, silně prořezávají a jsou obvykle schopni vyzískat stejně dobré výsledky s menšími stromy, pouze s poněkud větším počtem rostlin na akr.
U jabloní jsou pěstovány dvě formy koruny, koruny s terminálem (pyramidální koruny) a otevřené koruny. Pyramidální koruny, mají hlavní vertikální větev, navazující na kmen, terminál, který je víceméně kolmou osou koruny a dosahuje až k vrcholu stromu. Boční větvě vyrůstají z tohoto terminálu a tak je tvořena koruna. Ve stromu s otevřenou korunou terminál chybí a korunu tvoří čtyři nebo pět bočních kosterních větví. U mnoha dřevin je otevřená koruna vhodnější, ale u jabloně jsou si z více specifických důvodů tyto varianty rovnocenné.
Výhody koruny s terminálem jsou:
- Větve jsou menší v poměru k tělu stromu a jsou proto méně náchylné k poškození kmene, když se zlomí.
- Pokud je kosterní větev zlomená, je to je malá část stromu, a je proto méně poškozena koruna, než by tomu bylo v případě , ve srovnání s větví u otevřené koruny.
- Větve jsou rovněž kratší a neohýbají se tolik pod zatížením ovoce
- V případě, že strom je zanedbán, za rok nebo dva je pak méně poškozen řezem než strom s otevřenou korunou.

Nevýhody koruny s terminálem jsou: 
- Je velmi obtížné udržet terminál poté co strom zestárne, a výhony v horní části koruny poměrně vysokého stromu je pak nákladné odstranit.
- Příliš mnoho ovoce roste ve stínu a barva a chuť není tak dobrá, jako v případě otevřené koruny.
- Z důvodu stínu plodí dřevo stále do značné míry na okraji, takže žádný významný řez nemůže být proveden aniž by se výrazně nesnižoval počet květních pupenů po řezu. Dřevo, které se odebírá řezem větví je dřevo, které nese květní pupeny.

Výhody otevřené koruny:
- Méně větví které je třeba udržovat a ty co zůstávají jsou udržovány v lepším stavu, protože mají dostatečný prostor k rozvoji. Koruna je otevřená slunečnímu záření a dřevo je proto zdravější, ovoce je lepší barvy a lépe vyzrálé.
- Prořezávání a postřiky, obzvláště později, sběr ovoce, lze provést levněji a důkladněji
- Stromy mohou být upraveny v požadovaném rozsahu každý rok, aniž by hrozilo nebezpečí, že bude příliš výrazně snížen počet květních pupenů.
- Plody nevyvíjí velký tlak na větve, protože místo toho, aby jabloně plodily zcela na konci větví, kde je větší pákový efekt, jsou plody rovnoměrně po celém délce větve.
- Zkušenosti ukazují, že plody na jabloni s otevřenou korunou jsou spíše rovnoměrně velké než plody na stromě druhého typu. To je pravděpodobně kvůli rozmístění plodů podél větve namísto shluků plodů na konci.

Nevýhody otevřené koruny:
- Malý počet kosterních větví, obvykle ne více než čtyři, a protože ty musí být velké, může být nebezpečí, že se rozlomí
- Kosterní větve jsou pravděpodobně delší, protože strom má tendenci se šířit spíše než vyrostat do výšky, a tak i zabírá více místa. Tato nevýhoda jsou však kompenzována ořezávání stromů každoročně, takže obstojí i pod zatížením. Je také kompenzován do určité míry růst hlavních kosterní větví směrem nahoru.

## Vytvoření kosterních větví
Tři nebo čtyři roky bude nutné upravovat dřeviny řezem pro založení buď koruny s terminálem nebo otevřené, duté koruny. Při založení koruny jako otevřené koruny by strom měl mít jen asi čtyři nebo pět hlavních větví. V případě stromu s terminálem může být založeno sedm až deset hlavních větví a měly by být dobře rozmístěny kolem terminálního výhonu.
Častou chybou při tvorbě pyramidální koruny je založit kosterní větve přijít příliš blízko u sebe. Tato chyba vyplývá ze skutečnosti, že když jsou stromy malé, kosterní větve nepůsobí jako zahuštěné a nadbytečné. Jakmile však zesílí a zestárnou bývá zjištěno, že kosterní větve jsou blízko u sebe a růst v okolí terminálu nemůže úspěšně probíhat. Žádné dvě větve nemají být přímo proti sobě.
Prořezávání 2letého stromu pro pyramidovou korunu musí být provedeno s cílem poskytnout centrálnímu výhonu výhodnou pozici, zabránit vzniku slabých vidlic a nutit růst korunu do pomalu rostoucích kosterní větví řezem rychle rostoucích kosterních větví. Výše položené kosterní větve na hlavním terminálu zpravidla rostou rychleji než ty nižší a proto musí být obvykle řezány přísněji než ty nižší.
V zimě po prvním roce po založení koruny by každá z požadovaných kosterní větví měla být snížena přibližně o polovinu. Každá z horních kosterní větví by měla pravděpodobně být snížena více než o jednu polovinu. V téže zimě může být nezbytné odříznout některé z větviček z hlavních kosterní větví, které jsou ponechány, protože je důležité, aby sekundární větve byly dobře rozloženy. Během druhé zimy bude opět nutné snížit hlavní větve a vedoucí asi stejným způsobem. Během příštích několika let bude nezbytné prořezáváním založit vhodné sekundární větve. Jako obecné pravidlo platí , že stromy by nemělo být dovoleno , aby dorůstaly větší výšky než jsou ve věku asi 8 nebo 9 let, jinak řez stromu bude zbytečně drahý v pozdějších letech.
Při prořezávání se záměrem vytvořit strom s otevřenou korunou by měl mít pěstitel na mysli určitý ideál a pracovat na něm. Nejlepší výsledky mohou být zajištěny tím, že pěstitel vybere žádoucí kosterní větve a všechny ostatní se odstraní, když začínají růst. Během druhého létě mohou být odstraněny pupeny, které by měly tendenci vytvářet větve vedoucí nahoru do středu a takto zvýšit růst na kosterní větví, které je žádoucí zachovat. Prořezávání ve druhé zimě by mělo být zaměřeno na seřezání hlavních a vedlejší větví o jednu polovinu a udržování sekundárních větví dobře rozložených na hlavních větvích tím, že odříznou všechny zbytečné vedlejší větve. Prořezávání podobným způsobem může být nezbytné i během třetího léta, během třetí zimy by měly být upraveny větve na sekundárních větvích a omezeny všechny nové o polovinu. Řez kosterních větví a omezení výhonů by měl být prováděn i v pozdějších letech, ale řez by měl být méně silný až do okamžiku, kdy strom dosáhne reprodukčního věku.

## Řez plodících jabloní
Při prořezávání jabloní s pyramidální korunou jabloně by měly být odstraněny křížící se nebo poškozené větve, zkráceny ty, které jsou příliš dlouhé, a snížen terminál, aby bylo zabráněno stromu aby se stal příliš vysokým. Někdy bývá každoroční řez nezbytný, aby pomohl udržet vitalitu stromu. Roční řez jabloně s otevřenou korunou v plodném období je důležitější než v případě jabloně s terminálem. Je totiž nutné udržet vitalitu stromu a zachovat větve robustní a silné. Může být nutné vyříznout letorosty, které vyrůstají ve středu otevřené koruny a mívají tendenci zaplnit prostor v koruně. Také může být nezbytné odříznout vnější větve a preferovat růst nahoru rostoucích větví, aby se zabránilo stromu aby se stal příliš široký.
Pěstitelé ovoce obvykle uznávají význam prořezávání pro regulaci plodnosti. Pokud strom bude málo nebo vůbec prořezáván, a to zejména v případě, že není dobře pěstován, budou vyrůstat květní výhony na konci větví. Obvykle takový strom snadno sklouzne k střídavé plodnosti. To znamená, že jabloň bude střídat roky nadúrody s roky bez úrody. S poněkud hlubokým řezem a to zejména pokud je tento řez je spojen s dobrou kultivaci, bude značné procento květních pupenů odstraněno, a proto bude ponechána vitalita pro nasazení květních pupenů pro následující rok. Jinými slovy, bude přiměřená průměrná úroda každým rokem místo velké úrody střídané neúrodou. Takto průklest a pěstování posiluje vitalitu stromu a bude bránit střídavé plodnosti u většiny odrůd. Nicméně, některé druhy se střídavou plodností jsou velmi konzervativní v tomto směru a žádnou známou metodou péče je nelze přinutit změnit tuto vadu.
Pokud je strom každoročně intenzivně dobře prořezáván, nutně to neznamená, že úroda ovoce bude být menší než kdy byl ořezáván jen občas anebo vůbec. Ve skutečnosti je velmi pravděpodobné, že bude téměř stejně velká každý rok. Ovoce pravděpodobně bude větší, a také proto, že květ je zdravější a větší je vyšší pravděpodobné, že ovoce bude více, než je na dřevině se střídavou plodností. Bylo zjištěno, že velké procento pylu na starých zanedbaných stromech je sterilní, takže se často může stát, že i kvetoucí stromy nebudou dobře plodit. Prořezávání stromů v plné plodnosti je také občas vhodné pro omezení výskytu některých chorob, jako jsou plísně, padlí a rakovina.